# Holmasjön (Herråkra socken, Småland)
Holmasjön är en sjö i Uppvidinge kommun och Växjö kommun i Småland och ingår i Ronnebyåns huvudavrinningsområde. Sjön har en area på 0,431 kvadratkilometer och ligger 228 meter över havet. Sjön avvattnas av vattendraget Ronnebyån. Vid provfiske har bland annat abborre, braxen, gädda och mört fångats i sjön.

## Delavrinningsområde
Holmasjön ingår i det delavrinningsområde (629804-146087) som SMHI kallar för Inloppet i Rottnen. Medelhöjden är 218 meter över havet och ytan är 70,79 kvadratkilometer. Det finns inga avrinningsområden uppströms utan avrinningsområdet är högsta punkten. Avrinningsområdets utflöde Ronnebyån mynnar i havet. Avrinningsområdet består mestadels av skog (82 procent). Avrinningsområdet har 1,81 kvadratkilometer vattenytor vilket ger det en sjöprocent på 2,6 procent.

## Fisk
Vid provfiske har följande fisk fångats i sjön:
- Abborre
- Braxen
- Gädda
- Mört
- Sutare